# Ignis (ciclismo)
La Ignis era una squadra maschile italiana di ciclismo su strada, attiva tra i professionisti dal 1956 al 1965.
Fondata e sponsorizzata da Giovanni Borghi, patron dell'azienda varesina di elettrodomestici Ignis, la squadra venne portata al successo dal forte velocista spagnolo Miguel Poblet, che in sei stagioni con il team vinse sedici tappe al Giro d'Italia. Gareggiarono per il team anche campioni come Pierino Baffi, Ercole Baldini, Pasquale Fornara e Gastone Nencini.

## Storia
Già nel 1955, prima della nascita del Gruppo Sportivo, Ignis sponsorizzò la Nazionale spagnola in gara al Giro d'Italia; due anni dopo il G.S. Ignis partecipò al Giro d'Italia in associazione alla Nazionale spagnola, con una formazione di soli ciclisti spagnoli, capitanata da Miguel Poblet, che vinse quattro tappe.
Dal 1958 al 1961 Poblet, divenuto il leader del Gruppo Sportivo, si aggiudicò altre dodici frazioni al Giro d'Italia, tre in ciascuna delle quattro edizioni. Il Giro d'Italia 1960 vide Ignis imporsi anche in altre quattro tappe (due con Dino Bruni, una con Pierino Baffi e Roberto Falaschi) e nella classifica a squadre.
Per il 1962 Borghi riunì in un'unica formazione le squadre Ignis, Fides e Bianchi, lanciando una nuova squadra senza marchi, il "Club dei Moschettieri", equipaggiata di biciclette Bianchi anch'esse senza marchio; il nome della squadra era destinato a pubblicizzare la presenza in squadra dei "tre moschettieri" Baldini, Nencini e Arnaldo Pambianco. La nuova squadra partecipò al Giro d'Italia con il nome di "Moschettieri", vincendo tre tappe con i gregari Giuseppe Tonucci, Bruno Mealli e Alberto Assirelli; fu invitata anche per la prima volta al Tour de France, come "Ignis", aggiudicandosi una frazione con Rino Benedetti.
Nel triennio seguente la squadra venne ridimensionata, arrivarono comunque alcuni successi nella stagione 1965, l'ultima di attività per il team, con Adriano Durante sia al Giro d'Italia (due tappe vinte) che al Tour de France (una vittoria). Proprio alla Grande Boucle Ignis gareggiò con una squadra mista insieme a Molteni (entrambe le società fornirono cinque uomini).
Negli anni seguenti, dal 1966 al 1968, Ignis proseguì l'attività ciclistica sponsorizzando soltanto la squadra della pista, attiva già dal 1957. Vestirono negli anni la maglia Ignis diversi sprinter, tra cui Antonio Maspes, Sante Gaiardoni, Giuseppe Ogna, Valentino Gasparella e Giuseppe Beghetto, ma anche mezzofondisti (Domenico De Lillo, Guillermo Timoner), inseguitori e seigiornisti (Mino De Rossi, Fritz Pfenninger, Franco Cribiori).

## Cronistoria

### Annuario
| Anno | Codice | Nome               | Cat. | Biciclette | Dirigenza                                                                     |
| ---- | ------ | ------------------ | ---- | ---------- | ----------------------------------------------------------------------------- |
| 1956 | -      | Ignis-Varese       | Pro  | ?          | Dir. sportivi: ?                                                              |
| 1957 | -      | Ignis-Doniselli    | Pro  | Doniselli  | Dir. sportivi: ?                                                              |
| 1958 | -      | Ignis-Doniselli    | Pro  | Doniselli  | Dir. sportivi: Adolfo Leoni, Joaquín Rubio                                    |
| 1959 | -      | Ignis-Fréjus       | Pro  | Frejus     | Dir. sportivi: Pierino Bertolazzi                                             |
| 1960 | -      | Ignis              | Pro  | ?          | Dir. sportivi: Pierino Bertolazzi, Giovanni Proietti                          |
| 1961 | -      | Ignis              | Pro  | ?          | Dir. sportivi: Pierino Bertolazzi, Giovanni Proietti                          |
| 1962 | -      | Ignis-Moschettieri | Pro  | Bianchi    | Dir. sportivi: Giuseppe De Grandi, Giovanni Proietti                          |
| 1963 | -      | Ignis              | Pro  | ?          | Dir. sportivi: Alfredo Casati                                                 |
| 1964 | -      | Ignis              | Pro  | ?          | Dir. sportivi: Faliero Masi, Renato Morandi, Miguel Poblet, Giovanni Proietti |
| 1965 | -      | Ignis              | Pro  | Torelli    | Dir. sportivi: Ercole Baldini                                                 |

## Palmarès

### Grandi Giri
- Giro d'Italia

Partecipazioni: 9+1 (1955, 1956, 1957, 1958, 1959, 1960, 1961, 1962, 1964, 1965)
Vittorie di tappa: 25+1
1955: 1 (Bernardo Ruiz)
1957: 4 (4 Miguel Poblet)
1958: 3 (3 Miguel Poblet)
1959: 3 (3 Miguel Poblet)
1960: 7 (3 Poblet, 2 Bruni, Baffi, Falaschi)
1961: 3 (3 Miguel Poblet)
1962: 3 (Tonucci, Mealli, Assirelli)
1965: 2 (2 Adriano Durante)
Vittorie finali: 0
Altre classifiche: 1
1960: Squadre
- Tour de France

Partecipazioni: 2 (1962, 1965)
Vittorie di tappa: 2
1962: 1 (Rino Benedetti)
1965: 1 (Adriano Durante)
Vittorie finali: 0
Altre classifiche: 0
- Vuelta a España

Partecipazioni: 1 (1958)
Vittorie di tappa: 0
Vittorie finali: 0
Altre classifiche: 0

### Classiche monumento
- Milano-Sanremo: 2

1957, 1959 (Miguel Poblet)